# Ашбрук (лунный кратер)
Кратер Ашбрук (лат. Ashbrook) — крупный ударный кратер в районе южного полюса на обратной стороне Луны. Название дано в честь американского астронома Джозефа Ашбрука (1918—1980) и утверждено Международным астрономическим союзом в 1994 г. Образование кратера относится к донектарскому периоду.

## Описание кратера
Восточная часть кратера перекрыта кратером Дригальский, большая половина кратера Ашбрук покрыта породами, выброшенными при импакте, образовавшем этот кратер. На северо-западе от кратера находится кратер Зееман. Селенографические координаты центра кратера — 81°06′ ю. ш. 110°35′ з. д. / 81,1° ю. ш. 110,58° з. д., диаметр — 158 км, глубина — 3 км.
Остатки вала кратера сильно разрушены последующими импактами. Высота вала над окружающей местностью составляет 1770 м. Юго-западная часть чаши кратера, свободная от пород, выброшенных из кратера Дригальский, сравнительно ровная, отмеченная мелкими кратерами.
До своего переименования кратер назывался сателлитным кратером Дригальский Q.

## Сателлитные кратеры
Отсутствуют.